# مارسين بونتوس
مارسين بونتوس (بالبولندية: Marcin Pontus)‏ (22 سبتمبر 1985 بأوبولي في بولندا - ) هو لاعب كرة قدم بولندي في مركز الهجوم. لعب مع لخ بوزنان وMFK Karviná ‏ وGKS Jastrzębie ‏ وASIL Lysi ‏ وUD Horadada ‏ وFK Bodva Moldava nad Bodvou ‏ وResovia (sports club) ‏ وأوبرا أوبول.

## وصلات خارجية
- مارسين بونتوس على موقع قاعدة بيانات كرة القدم.إي يو (الإنجليزية)